# Piero Strozzi
Pietro Strozzi fou un compositor italià, de la segona meitat del segle XVI; pertanyia a la il·lustre família florentina d'aquest cognom.
Cultivà la música com aficionat, però mereix un honrós lloc en la història d'aquest art per haver estat un dels primers que van compondre en l'anomenat estil representatiu. Escriví la música de la mascarada del poeta Ottavio Rinuccini, Mascarada degli acceati, i d'altres de circumstàncies en col·laboració amb Striggio, Caccini i Merulo.